# Port lotniczy Plymouth-City
Port lotniczy Plymouth-City (ang.: Plymouth City Airport, kod IATA: PLH, kod ICAO: EGHD) – nieczynny krajowy port lotniczy znajdujący się w Plymouth, w hrabstwie Devon, w Anglii.

## Historia
Lotnisko zaczęło być budowane w 1925, ale zostało otwarte dopiero w 1931. Jednak pierwszy samolot wyładował tu już w 1923. W 2011 roku lotnisko zostało zamknięte.